# Lechtalbrücke Schongau
Die Lechtalbrücke Schongau ist eine Straßenbrücke auf Schongauer Gemeindegebiet, ungefähr 2,5 km südlich des Schongauer Stadtzentrums liegend. Das Bauwerk überspannt den Lechstausee der Lechstaustufe 6 mit zwei Fahrstreifen und einem 2,5 m breiten Fuß- und Radweg auf der nördlichen Brückenseite sowie einem Fußweg auf der südlichen Seite. Über die Brücke verlaufen die Bundesstraße 17 und die Bundesstraße 472.
Die Brücke wurde im Rahmen einer Umgehungsstraße von Schongau und Peiting in den Jahren 1988 bis 1991 errichtet, um die Ortsdurchfahrten mit täglich über 30.000 Fahrzeugen zu entlasten. Als wichtigstes Bauwerk dieser Strecke weist sie in Längsrichtung von West nach Ost eine steigende Gradiente von maximal 3,4 % auf und ist im Aufriss wannenförmig mit einem Radius von 20 km ausgebildet. Im Grundriss verläuft die Straßentrasse im Bauwerksbereich gerade. Am westlichen Widerlager überspannt das bis zu 45 m hohe Bauwerk zunächst auf eine Länge von zirka 150 m den Talboden und anschließend den bis zu 14 m tiefen Lechstausee. Das östliche Widerlager liegt hinter einem hohen Steilhang mit bis zu 50° Neigung. Die Baukosten betrugen rund 21 Millionen DM, die Bauzeit war drei Jahre.

## Überbau

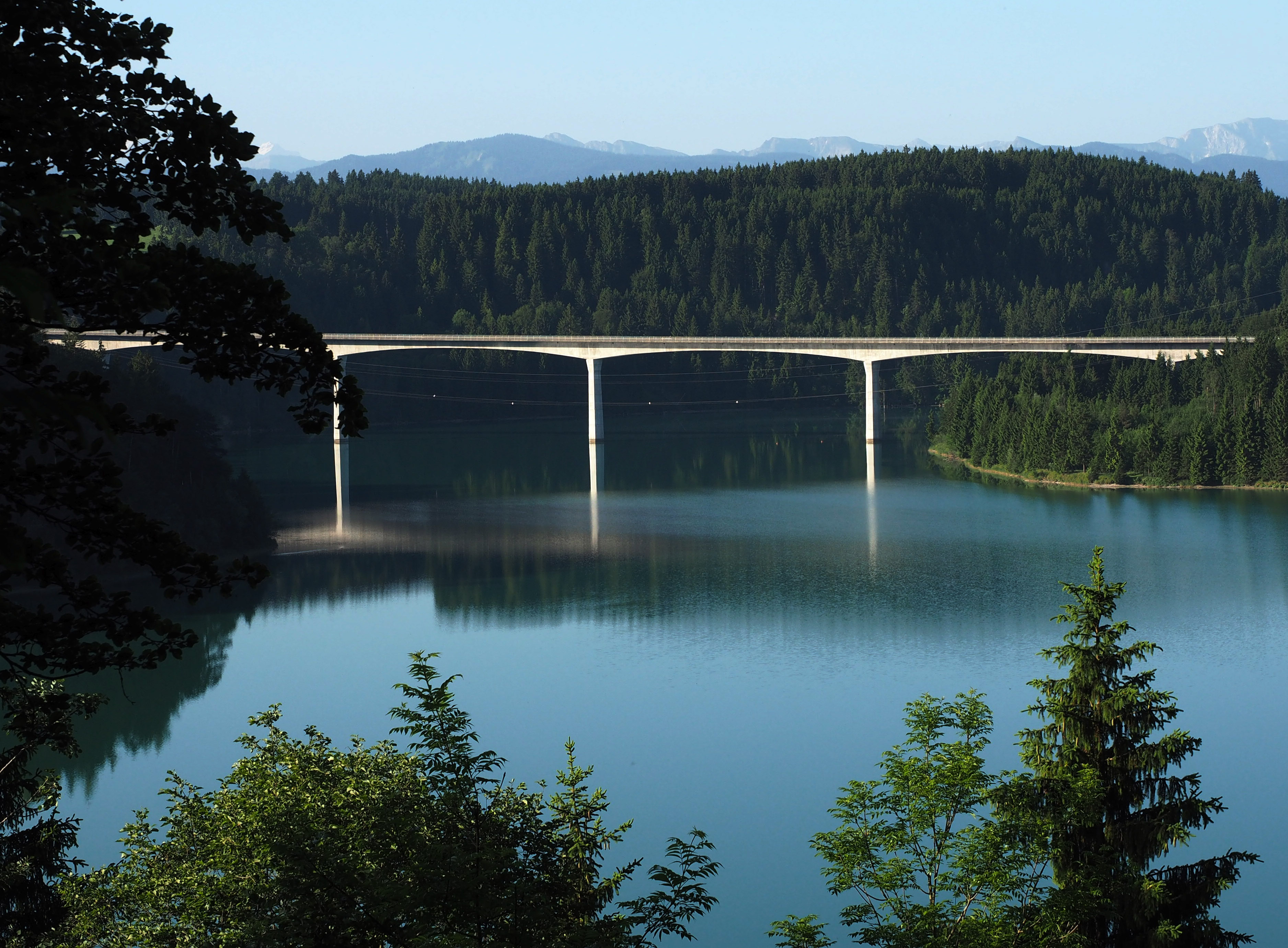
Ansicht von Norden

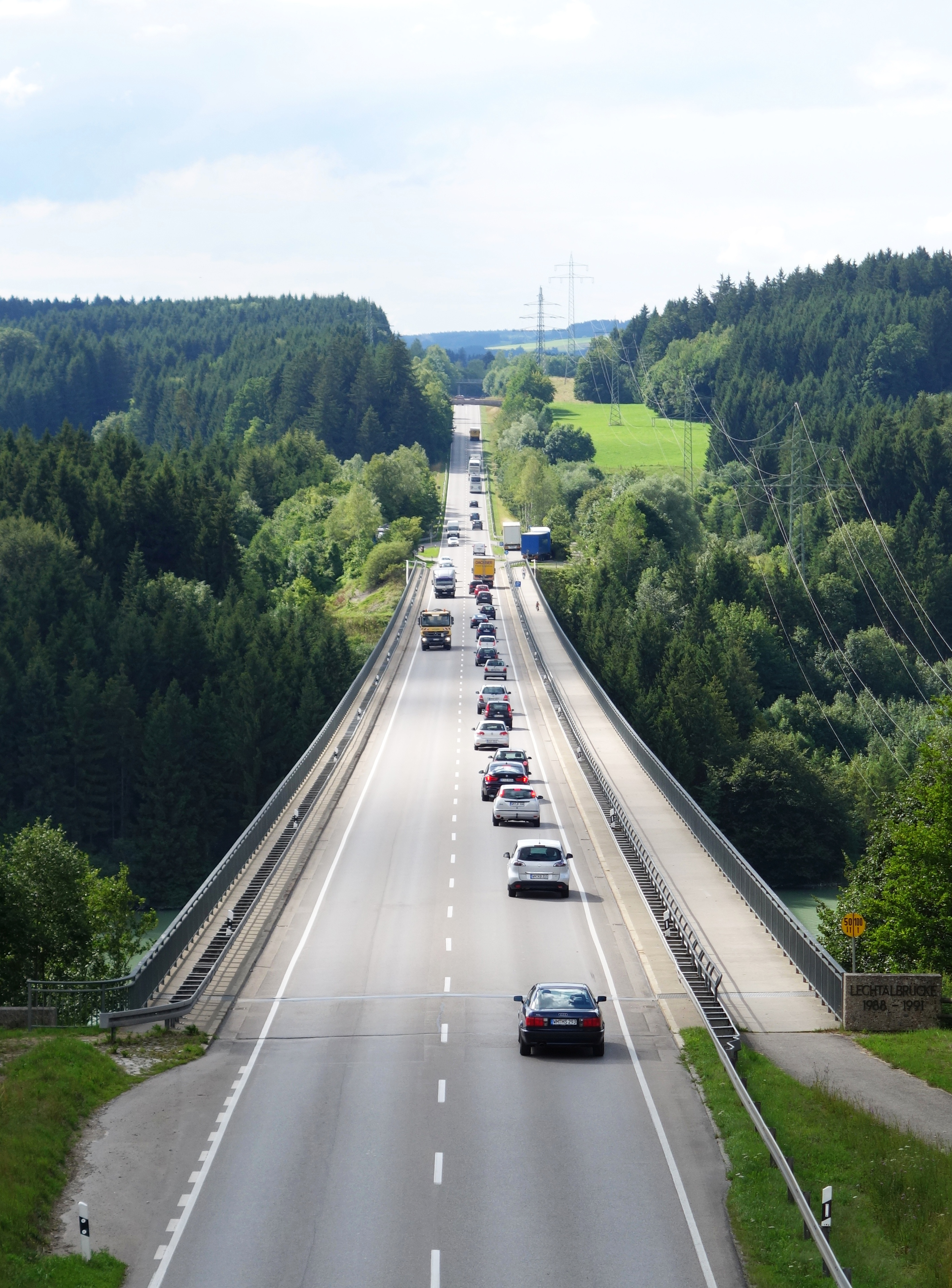
Ansicht von Osten

Das Bauwerk besteht aus einer 566 m langen Spannbetonkonstruktion mit sechs Feldern. Es weist in Längsrichtung einen Durchlaufträger mit bogenförmiger Untersicht als Bauwerkssystem auf. Die mittleren drei Pfeiler sind in den Überbau eingespannt und wirken mit ihm als rahmenartiges Tragwerk. Die Stützweiten betragen in den Randfeldern 76,9 m und 72,5 m, die vier mittleren Öffnungen spannen jeweils  104,15 m weit. In Querrichtung ist ein einzelliger Hohlkastenquerschnitt vorhanden, der eine 15,35 m breite Fahrbahnplatte sowie schräge Stege besitzt. Die Konstruktionshöhe des Überbaus ist gevoutet ausgebildet und besitzt in Feldmitte eine Querschnittshöhe von 3,0 m und über den Pfeilern von 6,0 m. Hergestellt wurde der Überbau im Freivorbau im Wochentakt als Waagebalken mit zwei je 70 t schweren Vorbauwagen in Taktlängen von 4,92 m.

## Unterbauten
Die fünf, bis zu 32 m hohen  Stahlbetonpfeiler weisen einen achteckigen Hohlquerschnitt auf und sind optisch in einen Pfeilerschaft und einen Pfeilerkopf getrennt. Der Pfeilerschaft besitzt eine mit der Höhe im Verhältnis 1:50 abnehmende Querschnittsbreite, der Pfeilerkopf hat dagegen eine im Verhältnis 1:5 wachsende Breite und geht in die Stege des Überbaus mit gleicher Neigung nahtlos über. Auf den äußeren Pfeilern und über den Widerlagern sind bewegliche Lager angeordnet, die drei mittleren Pfeiler sind mit dem Überbau monolithisch verbunden.

## Gründung
Pfeiler und Widerlager sind flach gegründet. Dies wurde mit Hilfe von Spundwandkästen ausgeführt. Dazu wurden 13 bis 18 m lange Spundbohlen von einem Ponton aus in den Lechstausee gerammt. Nach Aushub bis auf Oberkante des tragfähigen Baugrundes folgte der Einbau eines Unterwasserbetonblockes mit bis zu 6,0 m Dicke. Anschließend wurde das Wasser in den Spundwandkästen abgepumpt und der eigentliche Fundamentbeton eingebaut. Die achteckigen Fundamente der Pfeiler besitzen einen Durchmesser von 12,1 m und weisen Dicken von 2,5 bis 3,0 m auf.